# Ernestine Charlotte von Nassau-Siegen
Princesa Ernestine Charlotte de Nassau-Schaumburg (20 de maio de 1662, julho - 21 de fevereiro de 1732), alemã: Ernestine Charlotte Prinzessin von Nassau-Schaumburg, títulos oficiais: Prinzessin von Nassau, Gräfin zu Katzenelnbogen, Vianden, Diez und Holzappel, Frau zu Beilstein, Laurenburg und Schaumburg, foi uma princesa da Casa de Nassau-Schaumburg, um ramo cadete da Linha Otoniana da Casa de Nassau e através do casamento Fürst de Nassau-Siegen. Ela foi regente do Principado de Nassau-Siegen (parte do Condado de Nassau) de seu filho Frederick William Adolf no período de 1691-1701.